# Pavel Kotov
Pavel Vjačeslavovič Kotov (IPA: ˈpavʲɪɫ ˈkotəf; in russo Павел Вячеславович Котов?; Mosca, 18 novembre 1998) è un tennista russo.
Ha raggiunto una finale nel circuito maggiore e vinto tre titoli ATP Challenger in singolare e uno in doppio. I suoi migliori ranking ATP sono stati il 50º posto in singolare nel giugno 2024 e il 226º in doppio.

## Carriera
Inizia a giocare a nell'ITF Junior Circuit nel 2016, partecipando a due tornei Grand Slam e raggiungendo il suo best ranking al 32º posto in classifica.
Fa le sue prime apparizioni tra i professionisti nel 2015 nel circuito ITF, vince i suoi primi tre titoli in singolare in questa categoria nel 2017 e a dicembre entra nella top 500 della classifica ATP.
Negli anni successivi migliora il suo ranking fino a raggiungere posizioni che gli permettono di partecipare stabilmente ai tornei Challenger nel 2019, nell'agosto di quell'anno disputa la sua prima finale di categoria all'Open Castilla y León di Segovia, persa contro Nicola Kuhn, e a novembre la sua prima finale in doppio al Tali Open, che perde in coppia con Tomislav Draganja.
Nel 2020 conquista il suo primo titolo Challenger in coppia con Roman Safiullin al torneo di doppio di Cherbourg. A ottobre partecipa per la prima volta a un torneo ATP a San Pietroburgo, dove supera le qualificazioni battendo Rodionov e Gómez e viene sconfitto da Humbert al primo turno.
Nel 2021 perde la finale Challenger di doppio a Oeiras in coppia con Tseng. A fine anno vince il suo primo torneo singolare della categoria Challenger a Forlì battendo in finale Andrea Arnaboldi con il punteggio di 6–4, 6–3. Nel corso della stagione supera altre due volte le qualificazioni di tornei ATP e in entrambe le occasioni viene eliminato al primo turno del main draw.
Nel gennaio 2022 vince al Forlì III il suo secondo titolo Challenger battendo in finale in tre set Quentin Halys, successo con cui fa il suo ingresso nella top 200 del ranking. Ad aprile vince il primo incontro nel circuito maggiore a Marrakech, dove supera le qualificazioni e al primo turno elimina la testa di serie nº 9 Tallon Griekspoor prima di essere sconfitto da Richard Gasquet. Il mese successivo partecipa per la prima volta alle qualificazioni in un torneo del Grande Slam al Roland Garros, e accede al tabellone principale con i successi su Hugo Grenier, Jurij Rodionov e Pedro Cachín; al primo turno viene sconfitto al quarto set dal nº 29 del mondo Botic van de Zandschulp. Ad agosto vince il Challenger di San Marino grazie ai successi in semifinale su Marco Cecchinato e in finale su Matteo Arnaldi.

## Statistiche

### Singolare

#### Finali perse (1)
| Legenda              |
| Grande Slam (0)      |
| ATP Finals (0)       |
| ATP Masters 1000 (0) |
| ATP Tour 500 (0)     |
| ATP Tour 250 (1)     |

| N. | Data            | Torneo                    | Superficie  | Avversario in finale | Punteggio        |
| 1. | 22 ottobre 2023 | Stockholm Open, Stoccolma | Cemento (i) | Gaël Monfils         | 6–4, 6(6)–7, 3–6 |

### Tornei minori

#### Singolare

##### Vittorie (6)
| Legenda tornei minori |
| Challenger (3)        |
| ITF (3)               |

| N. | Data             | Torneo                                | Superficie  | Avversario in finale | Punteggio        |
| 1. | 8 luglio 2017    | Russia F3, Kazan'                     | Cemento     | Jan Sabanin          | 6–2, 6–3,        |
| 2. | 29 luglio 2017   | Russia F4, Kazan'                     | Cemento     | Denis Yevseyev       | 7–6(5), 6–2      |
| 3. | 26 novembre 2017 | Czech Republic F11, Valašské Meziříčí | Cemento (i) | Dan Added            | 6–0, 7–5         |
| 4. | 12 dicembre 2021 | Città di Forlì III, Forlì             | Cemento (i) | Andrea Arnaboldi     | 6–4, 6–2         |
| 5. | 23 gennaio 2022  | Città di Forlì III, Forlì             | Cemento (i) | Quentin Halys        | 7–5, 6(5)–7, 6–3 |
| 6. | 14 agosto 2022   | San Marino Open, San Marino           | Terra rossa | Matteo Arnaldi       | 7–6(5), 6–4      |

##### Finali perse (4)
| Legenda tornei minori |
| Challenger (2)        |
| ITF (2)               |

| N. | Data            | Torneo                          | Superficie  | Avversario in finale | Punteggio        |
| 1. | 21 Aprile 2018  | Kazakhstan F4, Şımkent          | Terra rossa | Denis Yevseyev       | 5–7, 1–6         |
| 2. | 4 agosto 2019   | Open Castilla y León, Segovia   | Cemento     | Nicola Kuhn          | 2–6, 6(4)–7      |
| 3. | 1 dicembre 2019 | Turchia M15, Adalia             | Terra rossa | Miljan Zekić         | 6–3, 4–6, 6(4)–7 |
| 4. | 15 luglio 2023  | Braunschweig Open, Braunschweig | Terra rossa | Franco Agamenone     | 5–7, 3–6         |

#### Doppio

##### Vittorie (1)
| Legenda tornei minori |
| Challenger (1)        |
| ITF (0)               |

| N. | Data             | Torneo                                  | Superficie  | Compagno        | Avversari in finale       | Punteggio            |
| 1. | 16 febbraio 2020 | Challenger DCNS de Cherbourg, Cherbourg | Cemento (i) | Roman Safiullin | Dan Added Albano Olivetti | 7–6(6), 5–7, [12–10] |

##### Finali perse (2)
| Legenda tornei minori |
| Challenger (2)        |
| ITF (0)               |

| N. | Data             | Torneo                 | Superficie  | Compagno          | Avversari in finale          | Punteggio   |
| 1. | 17 novembre 2019 | Tali Open, Helsinki    | Cemento (i) | Tomislav Draganja | Frederik Nielsen Tim Pütz    | 6(2)–7, 0–6 |
| 2. | 11 aprile 2021   | Oeiras Open II, Oeiras | Terra rossa | Tseng Chun-hsin   | Nuno Borges Francisco Cabral | 1–6, 2–6    |